# Лигурийское море
Лигури́йское мо́ре (лат. Mare Ligusticum, фр. mer de Ligurie, итал. mar Ligure, лиг. Mâ Ligure, корс. Mari liguru) — часть Средиземного моря между французским островом Корсика и северо-западным побережьем Италии. Также омывает берега Монако и восток Лазурного берега континентальной Франции.

## Этимология
Название происходит от древнего племени лигуров, живших в долине реки Рона и расселившихся в Приморских Альпах и Апеннинах по побережью Средиземного моря от Марселя до Пизы. В период Римской империи на их землях существовала провинция Лигурия.

## География

Лигурийское море: границы по данным Международной гидрографической организации (красная линия) и Гидрографического института ВМС Италии (синяя линия).

Лигурийское море находится в западном бассейне Средиземного моря и простирается от лигурийского и тосканского побережий на севере и востоке до французского острова Корсика на юге.
Северную часть Лигурийского моря занимает Генуэзский залив. На юго-востоке через Тосканский архипелаг море граничит с Тирренским морем, также являющимся частью Средиземного моря.
Международная гидрографическая организация определяет границы Лигурийского моря следующим образом:

На юго-западе. Линия, соединяющая мыс Кап-Корс (9°23′ в. д.) — северную точку Корсики, с границей между Францией и Италией (7°31′ в. д.).
На юго-востоке. Линия, соединяющая Кап-Корс с островом Тинетто (44°01′ с. ш. 9°51′ в. д.), а оттуда через острова Тино и Пальмария к Сан-Пьетро-Пойнт (44°03′ с. ш. 9°50′ в. д.) на побережье Италии.
На Севере. Лигурийское побережье Италии.

Берега в основном крутые и скалистые, встречаются песчаные пляжи.
На берегах Лигурийского моря расположены: курортный район Ривьера, Генуэзский порт, порты Савона, Сан-Ремо, Специя (Италия), Ницца (Франция).

## Гидрология
Площадь акватории — 15 тыс. км², средняя глубина — 1200 м, наибольшая — 2546 м. Приливы полусуточные, их величина — 0,3 м. Температура воды — от +13 °C зимой — до +23,5 °C летом. Солёность — около 38 ‰.
Наибольшая глубина достигается к северо-западу от острова Корсика.
В Лигурийское море впадает много рек, берущих начало в Апеннинах.